# Alcmonavis
Alcmonavis poeschli
Genre
Espèce
Alcmonavis est un genre fossile d'avialiens basaux, connu uniquement dans la formation de Mörnsheim du Tithonien inférieur (Jurassique supérieur) d'Allemagne.
Une seule espèce est rattachée au genre : Alcmonavis poeschli, décrite par Oliver Rauhut, Helmut Tischlinger et Christian Foth en 2019.

## Découverte
Le fossile d'Alcmonavis a été découvert en 2017 par un paléontologue amateur, Roland Pöschl, dans une carrière à Mühlheim près de Mörnsheim en Bavière. Il est référencé SNSB-BSPG 2017 I 133 et conservé dans la Collection de l'État bavarois pour la paléontologie et la géologie (de) à Munich.

## Étymologie
Le nom de genre Alcmonavis combine l'ancien nom celte Alcmona de la rivière Altmühl qui serpente dans la région de la découverte et le mot latin avis, « oiseau ». Le nom d'espèce poeschli rend hommage au découvreur du fossile, Roland Pöschl.

## Datation
Il a été découvert dans la formation de Mörnsheim, une formation géologique qui vient immédiatement au-dessus du célèbre calcaire de Solnhofen réputé mondialement pour la quantité, la diversité et la qualité de préservation de ses fossiles dont de nombreux vertébrés : oiseaux, dinosaures, ptérosaures... 
Ce niveau stratigraphique est daté du Tithonien inférieur (Jurassique terminal), plus précisément de la partie supérieure de la biozone à ammonites à Hybonotum (Hybonoticeras aff. hybonotum), soit il y a environ 150 Ma (millions d'années).
Il a été découvert dans la même formation qu'Archaeopteryx albersdoerferi, connu par un seul spécimen décrit également en 2019, par Martin Kundrát et ses collègues en 2019.

## Description
Le matériel fossile est limité à une aile droite isolée en connexion anatomique partielle. Il a, dans un premier temps, été considéré comme le treizième spécimen d'Archaeopteryx avant de se voir attribuer le nouveau nom d'Alcmonavis poeschli en 2019.
À partir de la longueur estimée de son humérus, la taille de l'animal représenterait 111% et 220% respectivement du plus grand et du plus petit Archaeopteryx connus.
Aucune autapomorphie, caractère dérivé unique, n'a pu être établie. Cependant, une combinaison unique de traits qui en eux-mêmes ne sont pas uniques a été indiquée. L'humérus possède une grande crête deltopectorale, dont l'expansion dépasse la largeur de la diaphyse. La face supérieure de l'humérus fait un angle de 38° avec sa partie inférieure. L'ulna montre une dépression ovale unique et clairement distincte dans sa surface d'articulation supérieure, à côté d'un petit processus projeté latéralement. Le radius à son sommet présente un grand processus en forme de crête pour la fixation du musculus biceps brachii. Le radius possède un sillon le long du côté intérieur de sa diaphyse. Le deuxième métatarsien est considérablement plus robuste que le premier et le troisième. La première phalange du premier doigt présente une rainure longitudinale. La première phalange du deuxième doigt est très robuste avec une section ovale au lieu d'une section aplatie. La première phalange du deuxième doigt est déformée autour de son axe long. Les griffes de la main possèdent des bosses bien développées pour les tendons fléchisseurs, dont les processus sont étendus du côté palmaire.

## Biologie
Plusieurs modifications, en particulier dans les attaches musculaires des muscles qui, chez les oiseaux modernes, sont liées au mouvement vers le bas de l'aile, indiquent une adaptation accrue de l'aile pour un vol battu actif, connue chez les oiseaux primitifs.

## Classification
Certains caractères observés comme la trace d'une forte insertion du muscle pectoral, un tubercule prononcé sur le radius pour ancrer le biceps et un deuxième doigt robuste indiquent pour Rauhut et son équipe qu'Alcmonavis est un avialien plus dérivé, un petit peu plus proche des oiseaux modernes, qu'Archaeopteryx.
Ces auteurs le placent ainsi comme un Avialae basal n'appartenant pas à la famille des Archaeopterygidae comme Archaeopteryx.